# Edgar Allan Poe Award
De Edgar Allan Poe Award (vaak ook kortweg Edgar Award of Edgar genoemd) is een prijs die jaarlijks wordt uitgereikt door de Mystery Writers of America aan boeken, televisieseries, theaterproducties en films (zowel fictie als non-fictie) binnen het mystery-genre. De prijs is vernoemd naar de Amerikaanse schrijver Edgar Allan Poe.
De Edgar Allan Poe Awards werden voor het eerst uitgereikt in 1946, toen alleen nog in de categorieën beste eerste roman, beste scenario (film en televisie), beste mysterykritiek en beste radiodrama. Hier kwamen na verloop van tijd categorieën bij en vielen andere af. De jury reikt sinds 1955 ook een oeuvreprijs uit (de Grand Master Award) voor iemands totale bijdrage aan het genre. Die wordt in sommige jaren ook wel eens niet of juist aan meerdere mensen tegelijk uitgereikt.

## Categorieën
- Beste roman (sinds 1954)
- Beste eerste roman van een Amerikaanse auteur (sinds 1946)
- Beste paperback original (sinds 1970)
- Beste korte verhaal (sinds 1951)
- Beste fact crime (sinds 1948)
- Beste kritische/biografische werk (sinds 1977)
- Beste roman voor jongvolwassenen (sinds 1989)
- Beste juvenile (sinds 1961)
- Beste aflevering van een televisieserie (sinds 1972)
- Beste filmscenario (sinds 1946)
- Beste toneelstuk (sinds 1950, niet jaarlijks)
- Special Edgars (sinds 1949, niet jaarlijks)

- Robert L. Fish Memorial Award (sinds 1984)
- Raven Award (sinds 1953)
- Grand Master Award (sinds 1955)
- Ellery Queen Award (sinds 1983)
- Mary Higgins Clark Award (sinds 2001)

- Beste radiodrama (1946–1960)
- Outstanding Mystery Criticism (1946–1967)
- Beste buitenlandse film (1949–1966)
- Beste boekomslag (1955–1975)

## Winnaars

### Beste roman
- 2025  The In Crowd - Charlotte Vassell
- 2024   Flags on the Bayou - James Lee Burke
- 2023   Notes on an Execution - Danya Kukafka
- 2022   Five Decembers - James Kestrel
- 2021   Djinn Patrol on the Purple Line - Deepa Anappara
- 2020   The Stranger Diaries - Elly Griffiths
- 2019   Down the River Unto the Sea - Walter Mosley
- 2018   Bluebird, Bluebird - Attica Locke
- 2017   Before the Fall - Noah Hawley
- 2016   Let Me Die in His Footsteps - Lori Roy
- 2015   Mr. Mercedes - Stephen King
- 2014   Ordinary Grace - William Kent Krueger
- 2013   Live by Night - Dennis Lehane
- 2012   Gone - Mo Hayder
- 2011   The Lock Artist - Steve Hamilton
- 2010   The Last Child - John Hart
- 2009   Blue Heaven - C. J. Box
- 2008   Down River - John Hart
- 2007   The Janissary Tree - Jason Goodwin
- 2006   Citizen Vince - Jess Walter
- 2005   California Girl - T. Jefferson Parker
- 2004   Resurrection Men - Ian Rankin
- 2003   Winter and Night - S. J. Rozan
- 2002   Silent Joe - T. Jefferson Parker
- 2001   The Bottoms - Joe R. Lansdale
- 2000   Bones - Jan Burke
- 1999   Mr. White's Confession - Robert Clark
- 1998   Cimarron Rose - James Lee Burke
- 1997   The Chatham School Affair - Thomas H. Cook
- 1996   Come to Grief - Dick Francis
- 1995   The Red Scream - Mary Willis Walker
- 1994   The Sculptress - Minette Walters
- 1993   Bootlegger's Daughter - Margaret Maron
- 1992   A Dance at the Slaughterhouse - Lawrence Block
- 1991   New Orleans Mourning - Julie Smith
- 1990   Black Cherry Blues - James Lee Burke
- 1989   A Cold Red Sunrise - Stuart M. Kaminsky
- 1988   Old Bones - Aaron Elkins
- 1987   A Dark-Adapted Eye - Barbara Vine
- 1986   The Suspect - L. R. Wright
- 1985   Briarpatch - Ross Thomas
- 1984   La Brava - Elmore Leonard
- 1983   Billingsgate Shoal - Rick Boyer
- 1982   Peregrine - William Bayer
- 1981   Whip Hand - Dick Francis
- 1980   The Rheingold Route - Arthur Maling
- 1979   Eye of the Needle - Ken Follett
- 1978   Catch Me: Kill Me - William H. Hallahan
- 1977   Promised Land - Robert B. Parker
- 1976   Hopscotch - Brian Garfield
- 1975   Peter's Pence - Jon Cleary
- 1974   Dance Hall of the Dead - Tony Hillerman
- 1973   The Lingala Code - Warren Kiefer
- 1972   The Day of the Jackal - Frederick Forsyth
- 1971   The Laughing Policeman - Maj Sjöwall en Per Wahlöö
- 1970   Forfeit - Dick Francis
- 1969   A Case of Need - Michael Crichton
- 1968   God Save the Mark - Donald E. Westlake
- 1967   King of the Rainy Country - Nicolas Freeling
- 1966   The Quiller Memorandum - Adam Hall
- 1965   The Spy Who Came in from the Cold - John le Carré
- 1964   The Light of Day - Eric Ambler
- 1963   Death and the Joyful Woman - Ellis Peters
- 1962   Gideon's Fire - J.J. Marric
- 1961   The Progress of a Crime - Julian Symons
- 1960   The Hours Before Dawn - Celia Fremlin
- 1959   The Eighth Circle - Stanley Ellin
- 1958   Room to Swing - Ed Lacy
- 1957   A Dram of Poison - Charlotte Armstrong
- 1956   Beast in View - Margaret Millar
- 1955   The Long Goodbye - Raymond Chandler
- 1954   Beat Not the Bones - Charlotte Jay

### Besteyoung adult-roman
- 2025   49 Miles Alone - Natalie D. Richards
- 2024   Girl Forgotten - April Henry
- 2023   The Red Palace - June Hur
- 2022   Firekeeper's Daughter - Angeline Boulley
- 2021   The Companion - Katie Alender
- 2020   Catfishing on CatNet - Naomi Kritzer
- 2019   Sadie - Courtney Summers
- 2018   Long Way Down - Jason Reynolds
- 2017   Girl in the Blue Coat - Monica Hesse
- 2016   A Madness So Discreet - Mindy McGinnis
- 2015   The Art of Secrets - James Klise
- 2014   Ketchup Clouds - Annabel Pitcher
- 2013   Code Name Verity - Elizabeth Wein
- 2012   The Silence of Murder - Dandi Daley Mackall
- 2011   The Interrogation of Gabriel James - Charlie Price
- 2010   Reality Check - Peter Abrahams
- 2009   Paper Towns - John Green
- 2008   Rat Life - Tedd Arnold
- 2007   Buried - Robin Merrow MacCready
- 2006   Last Shot - John Feinstein
- 2005   In Darkness, Death - Dorothy Hoobler en Thomas Hoobler
- 2004   Acceleration - Graham McNamee
- 2003   The Wessex Papers - Daniel Parker
- 2002   The Boy in the Burning House - Tim Wynne-Jones
- 2001   Counterfeit Son - Elaine M. Alphin
- 2000   Never Trust a Dead Man - Vivian Vande Velde
- 1999   The Killer's Cousin - Nancy Werlin
- 1998   Ghost Canoe - Will Hobbs
- 1997   Twisted Summer - Willo Davis Roberts
- 1996   Nancy Springer - Rob MacGregor
- 1995   Toughing It - Nancy Springer
- 1994   The Name of the Game Was Murder - Joan Lowery Nixon
- 1993   A Little Bit Dead - Chap Reaver
- 1992   The Weirdo - Theodore Taylor
- 1991   Mote - Chap Reaver
- 1990   Show Me the Evidence - Alane Ferguson
- 1989   Incident at Loring Groves - Sonia Levitin

### Grand Master Award
- 2025   Laura Lippman
- 2025   John Sandford
- 2024   Katherine Hall Page
- 2024   R.L. Stine
- 2023   Michael Connelly
- 2023   Joanne Fluke
- 2022   Laurie R. King
- 2021   Charlaine Harris
- 2021   Jeffery Deaver
- 2020   Barbara Neely
- 2019   Martin Cruz Smith
- 2018   Jane Langton
- 2018   William Link
- 2018   Peter Lovesey
- 2017   Max Allan Collins
- 2017   Ellen Hart
- 2016   Walter Mosley
- 2015   Lois Duncan
- 2015   James Ellroy
- 2014   Robert Crais
- 2014   Carolyn Hart
- 2013   Ken Follett
- 2013   Margaret Maron
- 2012   Martha Grimes
- 2011   Sara Paretsky
- 2010   Dorothy Gilman
- 2009   James Lee Burke
- 2009   Sue Grafton
- 2008   Bill Pronzini
- 2007   Stephen King
- 2006   Stuart M. Kaminsky
- 2005   Marcia Muller
- 2004   Joseph Wambaugh
- 2003   Ira Levin
- 2002   Robert B. Parker
- 2001   Edward D. Hoch
- 2000   Mary Higgins Clark
- 1999   P.D. James
- 1998   Barbara Mertz (pseudoniemen: Elizabeth Peters en Barbara Michaels)
- 1997   Ruth Rendell
- 1996   Dick Francis
- 1995   Mickey Spillane
- 1994   Lawrence Block
- 1993   Donald E. Westlake
- 1992   Elmore Leonard
- 1991   Tony Hillerman
- 1990   Helen McCloy
- 1989   Hillary Waugh
- 1988   Phyllis A. Whitney
- 1987   Michael Gilbert
- 1986   Ed McBain
- 1985   Dorothy Salisbury Davis
- 1984   John le Carre
- 1983   Margaret Millar
- 1982   Julian Symons
- 1981   Stanley Ellin
- 1980   W. R. Burnett
- 1979   Aaron Marc Stein
- 1978   Daphne du Maurier
- 1978   Dorothy B. Hughes
- 1978   Ngaio Marsh
- 1976   Graham Greene
- 1975   Eric Ambler
- 1974   Ross Macdonald
- 1973   Alfred Hitchcock
- 1973   Judson Philips
- 1972   John D. MacDonald
- 1971   Mignon C. Eberhart
- 1970   James M. Cain
- 1969   John Creasey
- 1967   Baynard Kendrick
- 1966   Georges Simenon
- 1964   George Harmon Coxe
- 1963   John Dickson Carr
- 1962   Erle Stanley Gardner
- 1961   Ellery Queen
- 1959   Rex Stout
- 1958   Vincent Starrett
- 1955   Agatha Christie